# Didelotia brevipaniculata
Didelotia brevipaniculata ist ein Baum in der Familie der Hülsenfrüchtler aus der Unterfamilie der Johannisbrotgewächse aus Westafrika, Kamerun und Gabun.

## Beschreibung
Didelotia brevipaniculata wächst als immergrüner Baum bis über 40 (50) Meter hoch. Der Stammdurchmesser erreicht bis über 150 Zentimeter. Es werden Wurzelanläufe gebildet.
Die kurz gestielten Laubblätter sind paarig gefiedert mit bis zu 46 Blättchen. Die fast sitzenden und ganzrandigen Blättchen sind eingebuchtet. Es sind Nebenblätter vorhanden.
Es werden achselständige und rispige Blütenstände mit kurzen, dichten Seitenästen gebildet. Die kleinen, zwittrigen und weißlichen, kurz gestielten Blüten sind fünfzählig mit doppelter Blütenhülle. Die Blüten sind von 2 klappigen Deckblättern unterlegt. Es sind 5 minimale, schuppenförmige Kelch- und kleine, linealische 5 Kronblätter vorhanden. Es sind 5 leicht vorstehende Staubblätter und 5 fädige Staminodien ausgebildet. Der leicht behaarte und kurz gestielte, einkammerige Fruchtknoten ist oberständig. Es ist ein Diskus vorhanden.
Es werden kleine, flache und wenigsamige Hülsenfrüchte gebildet. Die Samen sind flach.

## Taxonomie
Didelotia brevipaniculata wurde 1957 von Jean Joseph Gustave Léonard in Mémoires de la classe des sciences, Académie Royale de Belgique. Collection in 8vo., Ser. 2, Band 30, Fasc. 2 Seite 267 erstbeschrieben. Der Gattungsname, der 1865 von Henri Ernest Baillon aufgestellt wurde, ehrt den französischen Admiral Octave François Charles Didelot (1812–1886).

## Verwendung
Das mittelschwere Holz wird vielseitig verwendet. Es ist bekannt als Sapo oder Bondu. Ähnlich ist Gombé von Didelotia africana.